# Riley Keough
Danielle Riley Keough (Santa Mònica, 29 de maig de 1989) és una actriu nord-americana. És filla de la cantautora Lisa Marie Presley i neta d'Elvis i Priscilla Presley.
És més coneguda per la seva participació en les pel·lícules Mad Max: fúria a la carretera (2015) i American Honey (2016), obtenint per aquesta última una nominació al Premi Independent Spirit a la millor actriu de repartiment. El 2016, Keough va protagonitzar la sèrie televisiva produïda per Steven Soderbergh The Girlfriend Experience, basada en el film homònim. Per la seva interpretació de Christine Reade —una estudiant de dret que treballa com a prostituta a les nits—, Keough va rebre una nominació al Globus d'Or en la categoria de millor actriu en minisèrie o telefilm. El 2018 va protagonitzar el film de suspens de Netflix Hold the Dark.

## Filmografia
- The Runaways (Floria Sigismondi, 2010)
- The Good Doctor (Lance Daly, 2011)
- Yellow (Nick Cassavetes, 2012)
- Kiss of the Damned (Alexandra Cassavetes, 2012)
- Magic Mike (Steven Soderbergh, 2012)
- Jack and Diane (Bradley Rust Gray, 2012)
- Mad Max: fúria a la carretera (George Miller, 2015)
- Dixieland (Hank Bedford, 2015)
- Lovesong (So Yong Kim, 2016)
- American Honey (Andrea Arnold, 2016)
- The Discovery (Charlie McDowell, 2017)
- It Comes at Night (Trey Edward Shults, 2017)
- Logan Lucky (Steven Soderbergh, 2017)
- Under the Silver Lake (David Robert Mitchell, 2018)
- The House That Jack Built (Lars von Trier, 2018)
- Hold the Dark (Jeremy Saulnier, 2018)[2]
- The Lodge (Veronika Franz i Severin Fiala, 2019)